# Юхан Свердруп (нефтяное месторождение)
Месторождение Юхан Свердруп (или «Йохан Свердруп», или просто «Свердруп», норв. Johan Sverdrup) — нефтяное месторождение в норвежском секторе Северного моря, расположенное в 140 км от норвежского порта Ставангер.
Запасы углеводородов в месторождении «Юхан Свердруп» — 2,7 млрд баррелей нефтяного эквивалента. На начало 2021 года месторождение занимало третье место по величине запасов нефти и газа на норвежском континентальном шельфе.
Глубина моря в месте залегания месторождения — 110—120 м. Глубина залегания нефтяных горизонтов — 1900 м от уровня моря.
Совладельцами лицензии на разработку месторождения «Юхан Свердруп» являются компании Equinor (42,6 %), Lundin Energy (англ., 20,0 %), Petoro (17,36 %), Aker BP (англ., 11,57 %) и Total (8,44 %).

## История разработки месторождения
Месторождение (его разные части) было открыто в результате геологоразведочных работ двух поисково-разведочных партий, действовавших независимо друг от друга: геологами компании Lundin Petroleum (участок Avaldsnes, лицензии 501 и 501B) и геологами компании Statoil (участок Aldous, лицензия 265). После выяснения, что эти два открытия относятся к единому месторождению, оно получило название Юхан Свердруп по имени первого премьер-министра Норвегии.
В марте 2012 года компания «Statoil» (ныне — Equinor) была назначена оператором разработки объединённого нефтяного месторождения.
Месторождение «Юхан Свердруп» запущено в октябре 2019 года.

## Качество нефти месторождения
По российским стандартам нефть месторождения «Юхан Свердруп» является сернистой тяжёлой (плотность — 27,2-28,0 API, содержание серы — 0,82 %).

## Добыча
Месторождение «Юхан Свердруп» будет разрабатываться в два этапа. На первом этапе были установлены четыре связанных между собой добывающих платформы, а также три подводных буровых комплекса. Инвестиционные затраты на запуск первой фазы разработки месторождения составили 9,09 млрд долларов.
Запуск месторождения «Юхан Свердруп» призван остановить падение добычи нефти на континентальном шельфе Норвегии. За первый год добычи на месторождении получено 130 млн баррелей нефти.
Вторая фаза разработки месторождения предполагает расширение добывающего комплекса за счёт новой технологической платформы и пяти подводных добывающих комплексов. Планируется также бурение дополнительных производственных и водонагнетательных скважин.
После запуска второй фазы разработки месторождения (намечен на четвёртый квартал 2022 года) добыча на месторождении должна достичь уровня 720 тыс. баррелей в сутки, что позволит не только прекратить падение добычи нефти в Норвегии, но и вернуться к росту нефтедобычи в стране. Кроме того, поставки с этого месторождения позволят сохранить ликвидность физической торговли североморских нефтей (корзина BFOET).
Срок работы месторождения «Юхан Свердруп» рассчитан на 50+ лет

## Подрядчики
Подрядчиками в разработке месторождения «Юхан Свердруп» являются следующие компании:
- Aker Solutions
- Aibel
- Dragados
- Kvaerner
- KBR
- Energomontaz-Polnoc Gdynia
- Mitsui & Co.
- Nippon Steel & Sumitimo Metal
- Wasco Coating Malaysia
- Saipem